# Gefleckter Dungkäfer

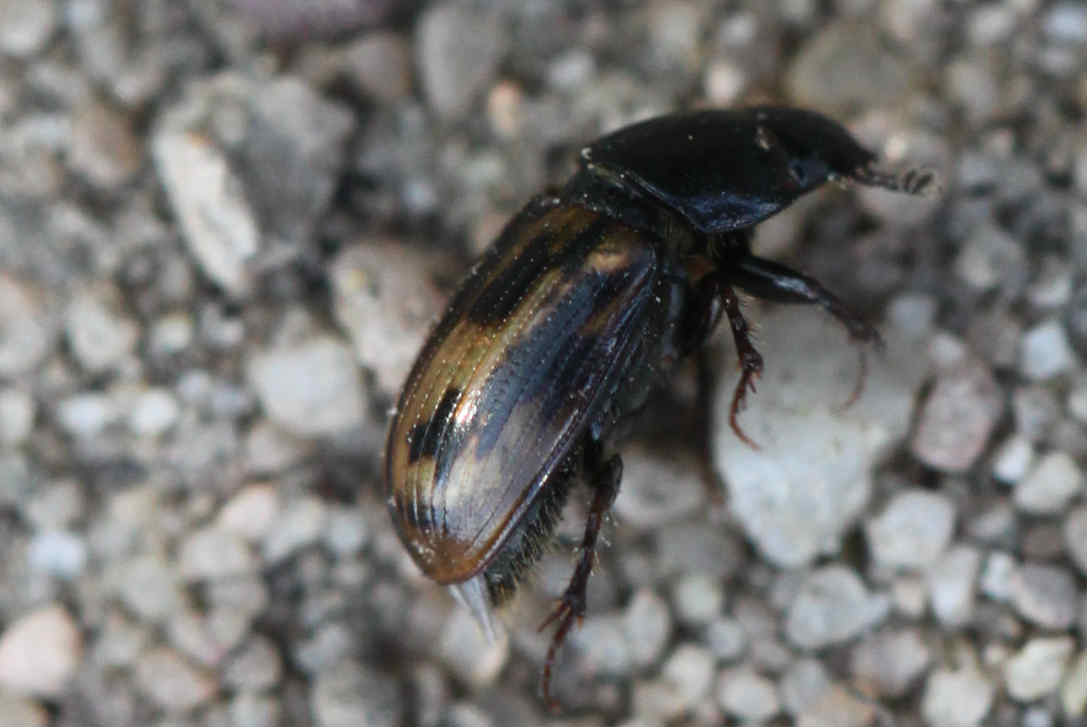
Seitenansicht

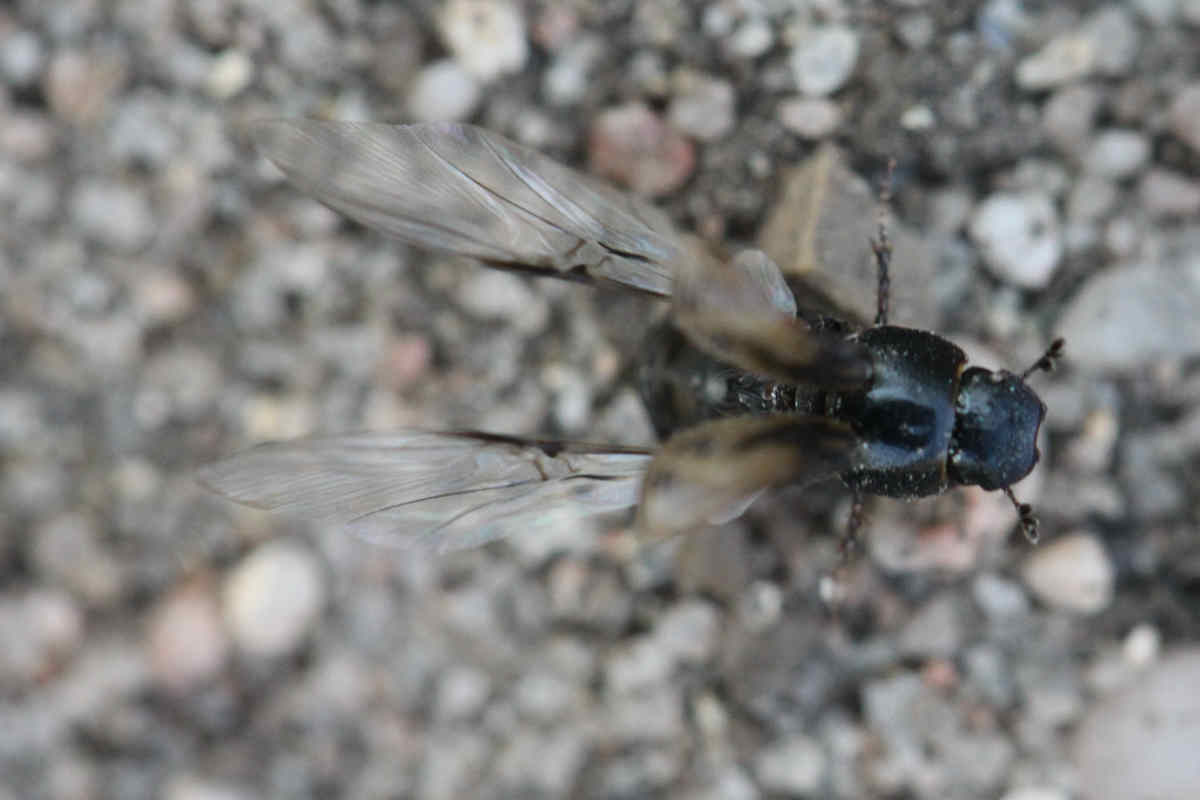
Flügelspreizung vor dem Abflug

Der Gefleckte Dungkäfer (Chilothorax distinctus, Syn.: Aphodius distinctus),  ist ein Käfer aus der Familie der Blatthornkäfer (Scarabaeidae).

## Merkmale des Käfers
Die länglich ovalen und sehr abgeflachten Käfer besitzen eine Körperlänge von 4,5–6 mm. Kopf und Halsschild sind schwarz. Die braungelb gefärbten Flügeldecken weisen eine Musterung aus mehreren größeren schwarzen Flecken auf. Außerdem sind sie mit mehreren Längsreihen aus kleinen Vertiefungen versehen.

## Verbreitung
Der Gefleckte Dungkäfer kommt in der westlichen Paläarktis (Europa, Kleinasien, Zentralasien) vor. Auf den Britischen Inseln ist die Art ebenfalls vertreten. In Nordamerika wurde die Käferart eingeschleppt und hat sich dort mittlerweile weit verbreitet. Man findet sie in Wäldern und an trockenen Waldrändern.

## Lebensweise
Die Käfer findet man besonders häufig im Frühjahr und im Herbst.
Die Käfer leben detritivor, das heißt, sie ernähren sich von zersetzendem organischen Material wie Dung (alle Kotarten, insbesondere Pferdekot), Aas oder verrottenden Pflanzenteilen.